# Nainsdorf
Nainsdorf ist ein Gemeindeteil der Gemeinde Adelsdorf im Landkreis Erlangen-Höchstadt (Mittelfranken, Bayern). Nainsdorf liegt in der Gemarkung Aisch.

## Geographie
Das Dorf liegt am rechten Ufer der Aisch. Der Staffelbach mündet dort als rechter Zufluss in die Aisch. Im Osten und im Süden grenzt ein Waldgebiet und das Gewerbegebiet von Adelsdorf an. Ansonsten ist der Ort von Acker- und Grünland umgeben. Zwei Gemeindeverbindungsstraßen verlaufen jeweils nach Adelsdorf zur Kreisstraße ERH 16 (1 km nordöstlich bzw. 0,7 km südöstlich).

## Geschichte
Als „Newanesdorf“ wurde der Ort 1165 erstmals urkundlich erwähnt. Das Bestimmungswort des Ortsnamens ist Nevan, der slawische Personenname des Gründers. Im 12. Jahrhundert waren die Ministerialen von Aisch Grundherren, die sich dann ab dem 13. Jahrhundert von Nainsdorf nannten. Die grundherrschaftlichen Ansprüche gelangten später an das Kloster Schlüsselau, 1428 dann an Veit Truchseß zu Röttenbach. Mit dem Aussterben dieses Zweiges gelangten diese an die Pommersfeldener Linie, 1664 an die Herren von Jöbstelberg und 1727 schließlich an Kurfürst Lothar Franz von Schönborn.
Gegen Ende des 18. Jahrhunderts gab es in Nainsdorf sieben Anwesen (zwei Halbhöfe, zwei Güter, drei Sölden) und ein Gemeindehirtenhaus. Das Hochgericht übte die Herrschaft Pommersfelden im begrenzten Umfang aus; es hatte ggf. an das bambergische Centamt Bechhofen auszuliefern. Die Dorf- und Gemeindeherrschaft sowie die Grundherrschaft über alle Anwesen hatte die Herrschaft Pommersfelden.
Im Rahmen des Gemeindeedikts wurde Nainsdorf dem 1808 gebildeten Steuerdistrikt Adelsdorf und der 1819 gebildeten Ruralgemeinde Aisch zugewiesen. In der freiwilligen Gerichtsbarkeit unterstanden elf Anwesen dem Patrimonialgericht Pommersfelden (bis 1848).
1968 wurde der Ort in die Gemeinde Adelsdorf umgegliedert.

### Einwohnerentwicklung
| Jahr      | 001819 | 001861 | 001871 | 001885 | 001900 | 001925 | 001950 | 001961 | 001970 | 001987 |
| Einwohner | 78     | 64     | 56     | 60     | 51     | 67     | 87     | 70     | 65     | 74     |
| Häuser    |        |        |        | 8      | 10     | 8      | 10     | 11     |        | 17     |
| Quelle    | [ 10 ] | [ 11 ] | [ 12 ] | [ 13 ] | [ 14 ] | [ 15 ] | [ 16 ] | [ 17 ] | [ 18 ] | [ 1 ]  |

## Religion
Der Ort ist römisch-katholisch geprägt und nach St. Stephanus (Adelsdorf) gepfarrt. Die Einwohner evangelisch-lutherischer Konfession sind nach St. Matthäus (Neuhaus, Adelsdorf) gepfarrt.